# Stara Wieś (Kozienice)
Stara Wieś – dawna wieś, od 1961 część Kozienic, położona w południowej części miasta. Od Kozienic właściwych oddziela ją rzeka Zagożdżonka.
Główną osią dawnej wsi jest obecna ulica Kolejowa. Na południe od niej powstało Osiedle Stara Wieś, głównie wzdłuż ulic Górnej i Starowiejskiej.
Stara Wieś ma charakter rezydencjonalny; na jej obszarze występuje zabudowa jednorodzinna. Na obszarze Starej Wsi znajduje się stacja kolejowa Kozienice.

## Historia
Stara Wieś to dawniej samodzielna wieś. W latach 1867–1954 należała do gminy Kozienice w powiecie kozienickim w guberni radomskiej. W II RP przynależała do woj. kieleckiego, gdzie 4 listopada 1933 utworzyła gromadę o nazwie Stara Wieś w gminie Kozienice, składającą się ze wsi Stara Wieś oraz stacji kolejowej Kozienice.
Podczas II wojny światowej włączona do Generalnego Gubernatorstwa (dystrykt radomski, powiat radomski), nadal jako gromada w gminie Kozienice, licząca 819 mieszkańców.
Po wojnie w województwie kieleckim, jako jedna z 14 gromad gminy Kozienice w reaktywowanym powiecie kozienickim.
W związku z reformą znoszącą gminy jesienią 1954 roku, Starą Wieś włączono do nowo utworzonej gromady Stara Wieś. 
31 grudnia 1961 gromadę Stara Wieś zniesiono, a zamieszkaną część Starej Wsi włączono do Kozienic. Niezamieszkaną część, położoną za łachą wiślaną, włączono do gromady Przewóz, którą tego samego dnia przemianowano na Kozienice.